# Oktjabr'skaja-Radial'naja
Oktjabr'skaja (in russo Октябрьская?), che significa Stazione di Ottobre, è una stazione della Linea Kalužsko-Rižskaja, la linea 6 della Metropolitana di Mosca.
È stata inaugurata il 13 ottobre 1962 e in origine costituiva il capolinea settentrionale della Linea Kalužskaja prima dell'estensione verso nord del 1970. Gli architetti furono A.F. Strelkov, N.A. Aleshina e Yu.V. Vdovin. Oktjabr'skaja presenta pilastri in marmo bianco e mura ricoperte con piastrelle in ceramica bianca.
L'ingresso della stazione si trova su Ulica Bolshaja Yakimanka, un isolato a nord di piazza Kalužskaja. Non ha relazione con la stazione Kalužskaja.

## Interscambi
Da questa stazione è possibile effettuare il trasbordo a Oktjabr'skaja, sulla Linea Kol'cevaja.